# Segon arbitratge de Viena
El Segon arbitratge de Viena consistí en un acord territorial assolit, per mediació i pressió alemanyes, entre Hongria i Romania, que dividí entre aquestes la regió de Transsilvània, perduda per la primera després de la Primera Guerra Mundial pel tractat de Trianon i que havia pertangut a la segona durant el període d'entreguerres. Mitjançant l'arbitratge, Romania va ser obligada a restituir la zona septentrional de Transsilvània a Hongria l'estiu del 1940, però no es posà fi a la disputa territorial sobre aquesta regió entre ambdós estats, que va continuar durant tot el període bèl·lic.
La Primera Guerra Mundial havia privat Hongria de gran part del territori que havia tingut durant el període austrohongarès; entre les zones arrabassades pels països veïns hi havia Transsilvània. Romania, al contrari, es va veure afavorida pel repartiment territorial estipulat en els acords de pau signats a Versalles. La satisfacció romanesa per la notable ampliació del seu territori produí preocupació per la seua conservació durant el període d'entreguerres i un acostament del país a les potències vencedores de la guerra mundial, considerades valedores de l'Europa de Versalles. Hongria, al contrari, mantingué una intensa posició revisionista per a aconseguir la recuperació parcial o total de les regions perdudes.
L'arribada al poder de Hitler el 1933 i el creixement del poder de les dues potències feixistes —oposades a les disposicions de Versalles— semblaven afavorir les nacions insatisfetes amb les disposicions de postguerra, però en realitat aquests anhels de canvis territorials no fructificaren sinó a la fi de la dècada, amb el desmembrament de Txecoslovàquia entre el 1938 i el 1939, que va permetre a Hongria recuperar part d'Eslovàquia i Rutènia. Malgrat la creixent tensió en la zona, Hongria no aconseguí concessions en Transsilvània amb l'esclat de la guerra mundial.
Només amb la crisi romaneso-soviètica del principi de l'estiu del 1940, en què Stalin aprofità les campanyes alemanyes a Europa occidental per a ocupar les repúbliques bàltiques i obtenir Bessaràbia i Bucovina, va poder Hongria —junt amb Bulgària, que també covava desitjos territorials a costa de Romania— aconseguir atenció a les seues reivindicacions. Els dos estats que es disputaven Transsilvània sol·licitaren en va la mediació de les potències de l'Eix. Aquestes recomanaren entaular converses bilaterals entre els països en conflicte, les quals tingueren lloc a mitjan agost però no assoliren cap resultat. Tement un enfrontament bèl·lic que la privàs del petroli i de les altres matèries primeres romaneses i dels Balcans i una possible ocupació soviètica del país, Hitler convocà les dues nacions a un arbitratge a Viena a final de mes.
El 30 d'agost, al Palau Belvedere de Viena, els ministres d'Afers Exteriors alemany i italià imposaren un arbitratge que dividí la regió en disputa en dues parts aproximadament iguals. El repartiment no solucionà la rivalitat dels dos països per la possessió de Transsilvània ni eliminà el problema de les minories, que continuaren durant tota la guerra, però els sotmeté tots dos a Alemanya, vertadera beneficiària de la crisi. Després de la desfeta de l'Eix, les fronteres de l'arbitratge van ser eliminades i es tornà al traçat anterior, la qual cosa permeté a Romania recuperar el control de la regió.

## Antecedents

### La disputa per Transsilvània
L'ascens del Tercer Reich i la Itàlia feixista de Mussolini permeté als dirigents hongaresos albergar l'esperança d'un canvi en la situació establerta en el Tractat de Trianon, i el 1936 començaren a procurar obtenir el suport italoalemany a les seues ambicions territorials. Al principi, la resposta de l'Eix a les aspiracions hongareses va ser vaga: es limitaren a reconéixer el seu dret a assolir alguna revisió de tractats, però sense comprometre's a abonar un canvi immediat de les fronteres europees. Alemanya aconsellava concentrar les reivindicacions territorials a Txecoslovàquia, que controlava regions secundàries per al govern hongarès, mentre es refusava a donar suport a possibles exigències a Romania. La posició italiana, per contra, era més favorable als desigs hongaresos, però Roma rebutjava que el govern magiar resolgués per la força el conflicte territorial.

Pèrdues territorials hongareses pel Tractat de Trianon del 1920. Els successius governs hongaresos del període d'entreguerres centraren la seua política exterior en la recuperació d'aquests territoris.

Els hongaresos abandonaren temporalment les seues activitats per a assolir una recuperació immediata de Transsilvània i es concentraren en la millora de la situació de la minoria magiar a Romania i en l'acceptació per part de la Petita Entente de dret hongarès a rearmar-se. Com que a finals del 1937 Berlín continuava indicant que Budapest s'havia d'esperar a una generació futura per a poder tractar el problema transsilvà i s'havia de centrar en les reivindicacions a Txecoslovàquia, la política exterior hongaresa del 1938 es va dividir en dues facetes: l'aprofitament del suport alemany contra els txecoslovacs i la utilització del suport italià, més favorable pel que fa a Transsilvània, contra Romania.
Les converses bilaterals magiaro-romaneses de maig del 1938 es limitaren a tractar certs assumptes relatius a les minories. La visita del primer ministre hongarès Béla Imrédy a Mussolini a l'estiu no li va servir més que per a obtenir vagues promeses de suport del Duce, però cap resultat concret. L'agudització de la crisi txecoslovaca a finals de l'estiu, tanmateix, va fer que començàs una nova etapa per al revisionisme hongarès, en la qual hom veia possible l'assoliment parcial de les seues ambicions territorials. El desig de Hitler d'utilitzar les reivindicacions hongareses contra Txecoslovàquia el va fer més receptiu a les exigències de Budapest, encara que al mateix temps Göring assegurava a l'ambaixador romanès que Alemanya no volia un reforçament excessiu d'Hongria. Tot i amb això, després de la signatura de l'Acord de Múnic, Alemanya tractà de limitar el lliurament de territoris a Hongria i de fer que Budapest hagués de bregar pel seu compte amb el règim de Praga. Els alemanys s'avingueren a participar en un primer arbitratge a Viena entre els dos països per a solucionar la disputa territorial al principi de novembre, únicament com a conseqüència de la insistència italiana. L'arbitratge no sols no millorà les relacions entre l'Eix i Hongria, privada de Rutènia i limitada en les seues ànsies d'expansió arran de la independència d'Eslovàquia sota auspici alemany, sinó que va fer témer als polítics moderats hongaresos que el país podria perdre la independència i restar sotmés a les potències de l'Eix. En efecte, els desigs revisionistes hongaresos van sotmetre com més va més la política exterior de Budapest a la tutela alemanya.

La «Gran Romania» sorgida de la Primera Guerra Mundial, amb nombroses minories, entre les quals la magiar i la minoria alemanya de Transsilvània.

A les primeries del 1939, l'actitud de l'Eix continuava essent contrària a una solució per la força del conflicte sobre Transsilvània, única manera de modificar la situació existent, en opinió dels governs d'Alemanya i d'Itàlia. Interessades en les matèries primeres romaneses i satisfetes amb la transformació autoritària de la política interior del país que el podria dur a un acostament a l'Eix, les dues nacions no volien avivar el conflicte per la regió en disputa. Els alemanys ètnics de Romania, per la seua part, s'oposaven al revisionisme hongarès.
Al nord-est, per contra, Hongria finalment va poder ocupar Rutènia entre el 15 i el 16 de març de 1939 durant el desmembrament final de Txecoslovàquia. La presa de la regió va precedir la reaparició immediata de les declaracions revisionistes sobre Transsilvània. El govern hongarès dirigit per Teleki menyspreà la garantia fronterera francobritànica atorgada a l'abril a Romania. A pesar de les declaracions bel·licoses i de mobilitzar parcialment l'exèrcit hongarès, Teleki va servar la seua promesa a l'Eix de no enfrontar-se a Romania i reprengué les converses bilaterals amb Bucarest a l'agost. Les autoritats hongareses rebutjaren la proposta romanesa de signar un tractat de protecció de les minories i de no agressió, perquè volien que l'acord inclogués cessions romaneses de territori.
L'esclat de la Segona Guerra Mundial va perjudicar la posició magiar. Budapest es refusà a participar en l'atac alemany a Polònia, essent el govern de Varsòvia un aliat tradicional seu. Als pocs dies del començament del conflicte, tant Alemanya com Itàlia havien indicat clarament als hongaresos la seua oposició a un possible atac hongarès a Romania a causa de Transsilvània. Poc després, les autoritats hongareses es van comprometre formalment a no agredir a Romania sense el consentiment alemany. En realitat, Hongria no disposava de la força bèl·lica suficient per a enfrontar-se al país veí, malgrat les seues declaracions amenaçadores. Restà clara la voluntat alemanya de no permetre canvis territorials contraris als seus interessos en el sud-est europeu, la involucració de l'Eix en la disputa transsilvana i la subordinació de la política exterior hongaresa a l'Eix. Els dirigents hongaresos, per la seua part, es dividien entre els qui veien com a essencial una estreta col·laboració amb el Reich per a assolir la recuperació dels territoris perduts i els qui creien que Alemanya acabaria perdent la guerra i que els canvis fronterers arribarien al final de la contesa.
A les acaballes del 1939 i començament del 1940, no obstant això, va créixer la tensió entre els dos països a causa de la mobilització militar parcial. A Transsilvània, mig milió de civils i militars començaren la construcció d'una línia fortificada per a impedir una possible invasió hongaresa. Els hongaresos, per la seua part, continuaven preparant l'assalt militar a Transsilvània i les activitats diplomàtiques per a justificar-lo. L'extrema dreta hongaresa acusava el govern de Teleki de passivitat. Els mitjans de comunicació d'ambdós països es concentraren en la disputa per Transsilvània, i es van publicar àmplies defenses dels punts de vista de les dues nacions, amb un objectiu propagandístic especialment dirigit a convéncer a italians i alemanys.
El reviscolament del revisionisme búlgar sobre la Dobrudja, fomentat per Alemanya, i el de la URSS sobre Bessaràbia, debilitaren la posició romanesa al començament del 1940; el règim del rei Carol II no havia aconseguit el suport de la població i s'enfrontava a una dura oposició de l'esquerra i de l'extrema dreta, en part per les dificultats econòmiques causades per la mobilització parcial. La tensió entre Budapest i Bucarest va créixer durant la primera meitat de l'any, atiada per l'ambigüitat alemanya envers els dos països. Alemanya va continuar venent armament a les dues parts i obtenint a canvi importants matèries primeres, alhora que mantenia l'equilibri militar entre ambdós adversaris. Mentrestant, Mussolini continuava sense aportar un suport efectiu a les ambicions hongareses.
Aprofitant la necessitat romanesa d'armament i de guanyar-se la benevolència alemanya, Berlín obtingué la signatura d'un nou acord econòmic molt favorable amb Bucarest el 29 de maig de 1940. Per a aconseguir el suport de les potències de l'Eix a les seues posicions respectives, tant Hongria com Romania van fer creixents concessions econòmiques i polítiques a Berlín i a Roma; la derrota militar francesa al maig de 1940 va alarmar l'elit política romanesa que encara confiava en la garantia militar francobritànica per a salvaguardar els guanys territorials obtinguts el 1919, però en ser vençuda França els polítics romanesos —incloent-hi el rei Carol— cercaven un «acostament» accelerat a l'Eix italoalemany i es mostraven disposats a qualsevol concessió.

### Ultimàtum soviètic i pèrdua de Bessaràbia i Bucovina

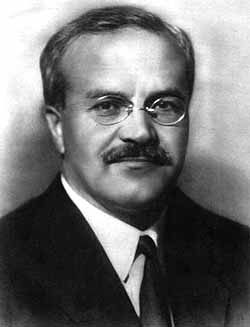
Molotov, ministre soviètic d'afers exteriors, presentà a Romania l'ultimàtum que obligà aquesta a cedir Bessaràbia i el nord de Bucovina davant la manca de suport alemany.

Aprofitant la victòria alemanya a França, el líder soviètic Stalin decidí establir el control de la URSS sobre els estats bàltics i part dels balcans, considerats de l'àrea d'influència soviètica.
El mateix dia que França sol·licitava l'armistici a Alemanya (7 de juny de 1940), el ministre soviètic d'afers exteriors Mólotov comunicà a l'ambaixador alemany von der Schulenburg que la Unió Soviètica havia despatxat «enviats especials» a les repúbliques bàltiques per tal de «posar fi a les intrigues anglofranceses que intentaven sembrar la discòrdia entre Alemanya i la Unió Soviètica en els estats bàltics». El dia 14, Lituània havia rebut un dur ultimàtum que, encara que acceptat, no evità l'ocupació del país pels soviètics el dia 15. Entre el 16 i el 17, Estònia i Letònia seguiren el mateix camí. Després de la suspensió de la llibertat de premsa, la dissolució de tots els partits excepte el comunista i la detenció dels principals dirigents polítics, unes «eleccions» el 17 de juliol produïren els Parlaments procomunistes que sol·licitaren l'ingrés dels tres estats en la Unió Soviètica, concedit al principi d'agost.
Un dia després de la capitulació francesa a Compiègne (22 de juny de 1940), Mólotov convocà de nou l'ambaixador alemany per a comunicar-li que no podia esperar més per a solucionar el contenciós sobre Bessaràbia i que els soviètics estaven disposats a usar la força si Romania no s'avenia a una solució pacífica. Igualment aclarí que la Unió Soviètica reclamava també la Bucovina. La primera es trobava, segons el Pacte Ribbentrop-Mólotov, en l'àrea soviètica; no així la segona, que mai no havia pertangut a l'Imperi Rus. Finalment, Stalin acceptà conformar-se únicament amb el nord de la província. Això produí alarma a Berlín, perquè, a causa del bloqueig marítim britànic, Romania era la font principal de petroli d'Alemanya, com també un subministrador important d'aliments i farratge.
El 26 de juny, els soviètics presentaven un ultimàtum a Romania exigint el lliurament de les dues províncies esmentades, concedint un dia per a rebre resposta. Els alemanys aconsellaren l'acceptació al govern romanès. Els intents del rei Carol de recaptar el suport alemany van fracassar: Hitler ja havia acceptat les exigències soviètiques sobre els dos territoris. El consell alemany es veié reforçat per altres de similars d'Itàlia, Turquia i altres estats balcànics. El dia 27, Hongria i Bulgària expressaren la seua intenció de proposar les seues pròpies reclamacions territorials, i Carol, decidit a resistir militarment una possible invasió soviètica si rebutjava l'ultimàtum presentat, sols va rebre el suport d'una minoria del Consell de la Corona, reunit per a decidir la resposta romanesa. En una segona votació, els partidaris de la posició reial van disminuir davant l'actitud dels països veïns i l'informe de l'Estat Major, que indicà la impossibilitat de resistir un atac soviètic massiu. Els intents de negociar amb els soviètics van fracassar pel refús de Mólotov a tractar cap qüestió; atorgà als romanesos fins a les 14:00 h. del dia 28 per a respondre al seu ultimàtum. Les tropes romaneses havien d'evacuar les províncies en disputa en quatre dies des del final de l'ultimàtum. Sense alternatives viables, el govern romanès decidí cedir i acceptar les exigències soviètiques. El dia 28, les tropes soviètiques van començar a ocupar els territoris cedits, operació que va finalitzar el 3 de juliol. Romania va perdre 44.422 km² i 3.200.000 habitants a Bessaràbia i 5.396 km² i 500.000 habitants a Bucovina. Mentrestant, Moscou atiava les reivindicacions magiars sobre Transsilvània.
Alemanya havia aconseguit mantenir els seus vitals subministraments romanesos a canvi de cedir temporalment a l'amenaça soviètica, per a disgust de Hitler. El petroli romanès era fonamental per a les forces armades alemanyes, privades d'altres fonts de subministrament pel bloqueig continental britànic. Romania rescindí la garantia territorial que li havia concedit la Gran Bretanya l'1 de juliol i sol·licità a Hitler l'enviament de tropes i la concessió d'una garantia alternativa, peticions que en aquell moment van ser rebutjades pel mandatari alemany. El rei Carol intentava per tots els mitjans congraciar-se amb Hitler per a evitar haver de cedir a les pretensions territorials hongareses i búlgares. El 4 de juliol es formà un nou consell de ministres, favorable a Alemanya, encapçalat per Ion Gigurtu. El mateix dia, el país expressà el seu desig d'unir-se a l'Eix i l'11 de juliol abandonà la Societat de Nacions. Aprovà així mateix lleis antisemites. El 15 de juliol, Hitler rebutjà la concessió d'una garantia alemanya de les fronteres romaneses mentre el govern de Bucarest no hagués resolt les seues diferències amb Budapest i Sofia.

### Negociacions amb Bulgària
El rei Carol es doblegà a tractar amb els països veïns davant la manca de suport alemany. Les negociacions amb Bulgària començaren el 19 d'agost i conduïren aviat a un acord, signat a Craiova el 7 de setembre; Romania perdia la Dobrudja Meridional (7.412 km²), es restaurava la frontera del 1912 anterior al Tractat de Bucarest i les dues nacions es comprometien a un intercanvi de població pel qual 65.000 búlgars passarien al sud i 110.000 romanesos al nord. La regió, poc apreciada per l'opinió pública, no es va percebre com una gran pèrdua.

### Negociacions amb Hongria
Mentrestant, Hongria, en vista de l'èxit soviètic a Romania, assolit gràcies a la pressió militar, es preparava a fer el mateix per a recuperar Transsilvània. La recuperació dels territoris perduts en la postguerra mundial havia estat un objectiu comú a tots els governs hongaresos del període d'entreguerres. Budapest, a pesar del seu desig d'atacar durant la crisi romaneso-soviètica, volia disposar del suport militar alemany, per a la qual cosa va fer diverses promeses econòmiques i militars. Els preparatius militars magiars van ser enllestits a finals de juny, malgrat el refús governamental a la mobilització general sol·licitada pel cap de l'Estat Major. El govern desoí la pressió dels extremistes i optà per sol·licitar converses amb Bucarest, convençut de la possibilitat d'obtenir concessions sense utilitzar la força per la debilitat de Carol i la seua disposició, expressada al juliol, a fer concessions territorials basades en la nacionalitat. A Romania, Carol cedí el govern cada vegada més a les forces d'ultradreta; la Guàrdia de Ferro ingressà per primera vegada en el Consell de Ministres. L'ambaixador alemany a Budapest s'apressà a indicar el rebuig del seu país a una ofensiva hongaresa contra Romania el 2 i el 4 de juliol, en assabentar-se Berlín dels preparatius militars dels hongaresos.
Teleki va proposar amb èxit una conferència tripartida del seu país i les dues potències de l'Eix per a tractar de Transsilvània durant la crisi romaneso-soviètica de juny. Hitler acceptà vagament les pretensions hongareses en la seua reunió amb la delegació que arribà a Múnic el 10 de juliol, però advertí que Alemanya no abonaria un possible atac hongarès i avisà de la complicada situació ètnica de la regió, que requeria, al seu parer, una solució gradual. A cap de les dues potències de l'Eix li convenia un conflicte als Balcans que la privàs de matèries primeres essencials per a la seua producció bèl·lica, i en conseqüència van aconsellar moderació i negociació als dos països. Pocs dies després, Hitler, amb l'acord de Mussolini, recomanà a Carol que es «reconciliàs» amb Hongria i Bulgària i acceptàs la cessió de territoris, que considerava inevitable.
Una delegació romanesa sol·licità entrevistar-se amb Hitler per a contrarestar la possible influència de la conferència hongaresa i, després de mostrar la seua submissió a Alemanya, expressà el 26 de juliol la seua disposició a cedir 14.000 km² a Hongria —un 11,4% de l'antic territori hongarès obtingut després de la guerra mundial— i a dur a terme un intercanvi de població amb aquesta. Alemanya i Itàlia oferiren una garantia conjunta de les fronteres romaneses, però només després que se solucionàs el problema transsilvà. La falta de concessions per part de Romania per a satisfer Hongria seria entesa com una amenaça als interessos alemanys, segons Hitler. En la pràctica, Hitler imposava a Romania cessions per a contentar els hongaresos. La posterior visita a Mussolini, a Roma, no produí cap canvi dels resultats de l'entrevista amb Hitler.
Hitler s'havia negat a mediar entre els dos estats enfrontats —mesura sol·licitada per tots dos— i havia suggerit la negociació directa entre ambdues nacions,, que començà oficialment a Drobeta-Turnu Severin el 16 d'agost. La causa del retard va ser l'intent romanès d'evitar les concessions gràcies al suport alemany, que Bucarest no va obtenir. Les negociacions sobre una regió considerada per l'opinió pública romanesa com el «bressol» de la nació van ser molt més complicades que les celebrades sobre la Dobrudja. Les exigències hongareses abans de començar les negociacions, finalment abandonades per pressió alemanya, i les campanyes de propaganda dels dos països retardaren també l'inici de les converses bilaterals. El govern de Gigurtu s'enfrontava, a més a més, a una oposició creixent de l'opinió pública a la cessió de Transsilvània; al començament d'agost, destacats polítics romanesos signaren un escrit de protesta per la «política de capitulació» del govern en la qüestió transsilvana. La minoria alemanya de la regió, a més a més, es mostrava rotundament contrària a la partició territorial. Berlín no veié amb bons ulls els intents hongaresos de guanyar-se'n la simpatia, i comunicà el seu disgust a Budapest. El govern alemany temia, a més a més, les possibles repressàlies romaneses contra aquesta minoria pel paper d'Alemanya en la partició de la regió.
A pesar del suposat acord dels dos governs en el seu intercanvi de notes diplomàtiques al principi d'agost sobre la necessitat de basar les fronteres en criteris nacionals, aquests eren desfavorables per a Budapest, perquè la població magiar —tant segons les dades romaneses del 1938 com segons les hongareses del 1941—, era minoritària en el conjunt del territori. En les instruccions a la seua delegació, el govern de Budapest s'havia mostrat disposat a no reclamar la devolució dels districtes transsilvans meridionals, però sí la regió dels székely i les línies de comunicació entre aquesta i Hongria.
La delegació romanesa proposà una cessió mínima de territori acompanyada d'un intercanvi de poblacions, cosa que resultà inacceptable per a la delegació hongaresa, que reclamava la devolució de dos terços de Transsilvània. Les exigències hongareses, molt més grans del que hom esperava, sorprengueren els romanesos i Berlín. Després de mitja hora a penes de reunió i sense acord, les delegacions aixecaren la sessió. L'endemà, Budapest envià una nota a Bucarest en què proposava una divisió de Transsilvània en parts pràcticament iguals, suggeriment també inacceptable per als romanesos.
Encallades les converses ja el 19 d'agost, els representants tornaren a les seues capitals per a consultar amb els governs respectius; i l'un i l'altre sol·licitaren de nou la mediació alemanya, que els fou denegada una vegada més. En reprendre's les converses el dia 24 i comprovar-se que cap de les parts havia canviat de postura, la delegació hongaresa els posà fi. Aleshores, els romanesos estaven disposats a cedir fins a 25.000 km², mentre els hongaresos en reclamaven més del doble. Alemanya i Itàlia creien que Hongria atacaria Romania en pocs dies, possibilitat de què havia alertat el ministre d'Afers Exteriors hongarès uns dies abans.
Mentrestant, augmentava la tensió militar a les fronteres romaneses amb la URSS i Hongria. La primera concentrà grans forces al llarg del riu Prut, alhora que Hongria reunia vint-i-tres divisions prop de la frontera comuna. Romania, per la seua part, disposava de vint-i-dues divisions a Moldàvia i al sud de Bucovina i vuit a Transsilvània. La situació interna d'Hongria i Romania era igualment d'una tensió extrema. Teleki es mostrava desesperat per la situació; la falta d'avanços amb Romania no deixava més que dues possibilitats principals: un atac a Romania, el resultat del qual bé podia ser desfavorable, o la imposició alemanya d'una solució del conflicte que, tot i ser preferible, qualificava de «malson».
La possibilitat d'una guerra hongareso-romanesa preocupava a Hitler per les conseqüències que tindria en el subministrament de petroli a Alemanya i la probable ocupació soviètica que desfermaria. El 26 d'agost, davant el carés que adquiria la situació, com més va més tensa pel fracàs de les negociacions bilaterals que havien fomentat els alemanys, Hitler va ordenar que algunes divisions es preparassen a ocupar els camps petrolífers romenesos l'1 de setembre. El 28 d'agost va despatxar els ministres d'Afers Exteriors alemany i italià perquè es reunissen a Viena amb els seus col·legues hongarès i romanès el dia 29 i intentassen posar fi a la crisi i evitar la guerra. L'objectiu del dirigent alemany era evitar un conflicte armat i assegurar-se el subministrament de matèries primeres vitals provinents d'aquella regió. El dia anterior, les potències de l'Eix havien invitat els ministres d'Afers Exteriors hongarès i romanès a acudir-hi per a rebre l'arbitratge.

## L'acord

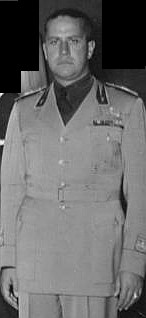
Ciano, ministre d'Afers Exteriors d'Itàlia, tradicional partidari de la revisió dels tractats de pau i aliat d'Hongria.

Hitler es va arrogar el traçat de la nova frontera transsilvana, que combinava dues propostes dels experts alemanys i que afavorí territorialment a Hongria. Procurà contentar parcialment Hongria sense destruir Romania i el seu petroli, essencial, i alhora alimentar en les dues nacions la il·lusió d'una posterior modificació de l'arbitratge que les beneficiaria. La delegació italiana exercí un paper secundari tant en el traçat de la frontera com en els esdeveniments dels dies següents. El canceller alemany encarregà als ministres d'Afers Exteriors de l'Eix els detalls de l'arbitratge. El 29 d'agost, Ciano i Ribbentrop van rebre les delegacions. Mentrestant, la Wehrmacht estava preparada per a intervenir en el cas que l'arbitratge fos rebutjat per alguna de les parts.

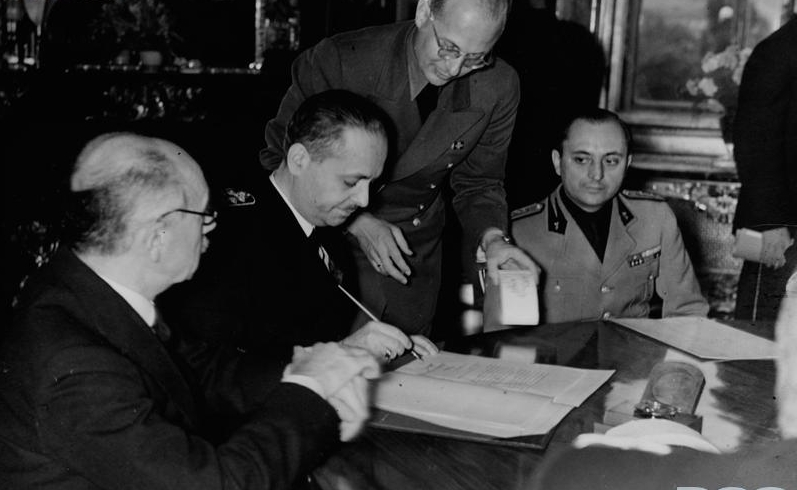
El ministre hongarès d'Afers Exteriors rubricant el document de l'arbitratge.

Ribbentrop i Ciano aconseguiren sense gaire esforç assolir un acord entre els representants hongaresos i romanesos (30 d'agost) en el Palau Belvedere. El ministre romanès tractà de presentar els seus arguments, però els seus col·legues de l'Eix li indicaren que les seues opcions eren acceptar el traçat de Hitler o enfrontar-se a una guerra amb Hongria, que disposaria del suport de Berlín i Roma. El simple intercanvi de poblacions amb petites rectificacions de la frontera que volien els romanesos restà rebutjat. Per a facilitar l'acceptació romanesa, Ribbentrop oferí una garantia alemanya a les noves fronteres, oferiment que cap altre país de la regió no havia rebut. El Consell de la Corona decidí acceptar les condicions alemanyes després de tota una nit de deliberació, a pesar de no conéixer amb detall el territori que estava a punt de cedir i de l'oposició dels dirigents dels partits tradicionals. La mateixa exigència havia rebut anteriorment la delegació hongaresa, que també acceptà a priori la decisió germanoitaliana, després de suportar un amenaçador discurs de Ribbentrop recordant als magiars la seua actitud antialemanya en certes ocasions durant la guerra i consultar amb Budapest, que a primeres horas de la vesprada donà l'aquiescència a l'arbitratge.
Els termes de l'arbitratge van ser presentats en la sala daurada del Palau Belvedere la vesprada del 30 d'agost. El ministre romanès es desmaià en mostrar-se-li el mapa de les noves fronteres i calgué reanimar-lo perquè pogués signar el compromís. Hongria rebia quasi la meitat de Transsilvània (43.492 km², dues cinquenes parts del territori perdut pel Tractat de Trianon), la zona nord, on es concentraven la majoria d'habitants hongaresos. Així i tot, també un gran nombre de romanesos restaven transferits a Hongria amb la modificació fronterera (hom calcula que, dels 2.600.000 persones que passaren a tenir ciutadania hongaresa, al voltant d'un milió eren romanesos.) La població estava tan barrejada que, fins i tot després de l'acord, prop de mig milió d'hongaresos van romandre en la part romanesa.
Les regions de més importància econòmica van quedar en territori romanès, mentre que Hongria passà a controlar els ports dels Carpats. La connexió ferroviària entre els nous territoris magiars i la resta del país continuava travessant territori romanès. La minoria alemanya també va romandre a Romania. Romania va rebre una garantia alemanya i italiana sobre la resta del seu territori (exceptuant la Dobrudja).
| «Nacionalitat» | Cens romanès del 1930 | Cens hongarès del 1941 |
| -------------- | --------------------- | ---------------------- |
| Magiars        | 911 550               | 1 347 012              |
| Romanesos      | 1 176 433             | 1 066 353              |
| Altres         | 307 164               | 163 926                |

| «Nacionalitat» | Cens romanès del 1941 | Cens hongarès del 1910 |
| -------------- | --------------------- | ---------------------- |
| Magiars        | 363 206               | 533 004                |
| Romanesos      | 2 2274 561            | 1 895 505              |
| Altres         | 695 131               | 618 634                |

Les dades romaneses del 1930 i el 1940, rebutjades per les autoritats hongareses, indicaven una majoria de població romanesa en la zona cedida a Hongria; les dades hongareses, encara que lleugerament diferents, trambé duien a la mateixa conclusió.
L'arbitratge establia catorze dies per a dur a terme la divisió de la regió, la igualtat de les minories i l'autoritat de l'Eix per a dirimir possibles disputes que poguessen sorgir en la seua aplicació.

## Conseqüències

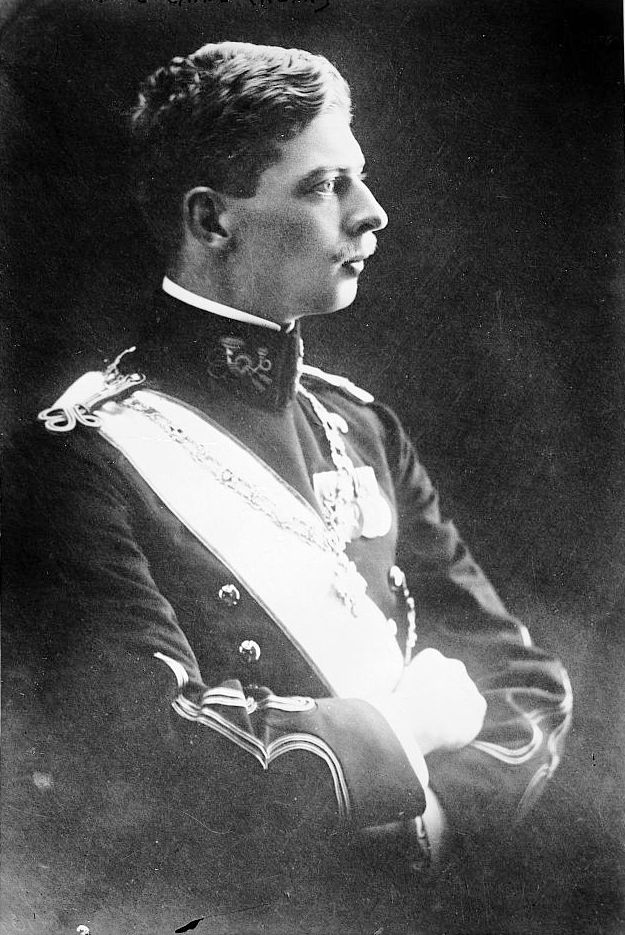
El rei Carles II de Romania, que hagué d'abdicar pel resultat de l'arbitratge, que segellava el fracàs de la seua política de neutralitat en la rivalitat entre grans potències.

La Unió Soviètica no acceptà de bon grat aquell acord, del qual havia estat exclosa, i hi hagué durs intercanvis diplomàtics entre alemanys i soviètics, que es prolongaren durant la tardor del 1940. Tant l'arbitratge com la garantia territorial a Romania —dirigida clarament contra Moscou— i el posterior enviament de tropes infringien l'article tercer del pacte entre les dues potències, que exigia la consulta entre elles.
A Hongria, on l'esperit revisionista estava molt i molt estès, l'acord augmentà el prestigi del regent Miklós Horthy, la qual cosa retardà l'arribada al poder dels feixistes de Ferenc Szálasi fins al final de la guerra, ocupat ja el país pels alemanys. Tanmateix, també comportà la concessió d'importants contrapartides pel suport alemany a la devolució d'una part de Transsilvània: el dirigent feixista Szálasi va ser alliberat, es preparà legislació nova contra els jueus, es concediren grans drets a la minoria alemanya (controlada pels nazis), s'augmentà la cooperació econòmica i es permeté el trasllat de tropes alemanyes cap a Romania, on es van aquarterar per a protegir els camps de petroli, a petició del govern romanès. Se signà, així mateix, el Pacte Tripartit (20 de novembre). Teleki presentà la dimissió en tornar de Viena, insatisfet per la insubordinació dels militars i la seua ingerència en els afers d'Estat —l'alt comandament havia informat sense permís els alemanys del desig hongarès que es fes un arbitratge, quan Teleki esperava que semblàs una petició exclusivament romanesa per no lligar la seua sort a la del Reich— i per la creixent dependència hongaresa d'Alemanya. En la pràctica, el revisionisme intransigent havia convertit el país en un semiprotectorat alemany. Durant la resta de la guerra, Budapest es trobà sovint competint amb Bucarest pel favor d'Alemanya, considerat necessari per a assolir possibles canvis de l'arbitratge sobre Transsilvània.

Les pèrdues territorials romaneses de l'estiu del 1940. El cúmul de cessions precipità l'abdicació de Carol II i la formació de l'Estat Nacional-Legionari amb el general Ion Antonescu al capdavant.

Mapa de l'expansió territorial hongaresa entre el 1938 i el 1941. La Transsilvània septentrional obtinguda en el segon arbitratge vienès hi apareix en verd a la dreta del mapa.

A Romania, la pèrdua territorial precipità l'abdicació del rei Carol (6 de setembre) en el seu fill Miquel i l'arribada al poder del filofeixista Ion Antonescu. L'hostilitat dels partits tradicionals romanesos i de la Guàrdia de Ferro envers la dictadura reial de Carol i la sèrie de revessos territorials acumulats forçaren el monarca a tractar de recolzar-se en l'hostil i ambiciós Antonescu, que menyspreava el sobirà. El general, amb bons contactes tant en els partits tradicionals com en la Guàrdia i ja amb el suport alemany malgrat el seu passat aliadòfil, s'havia decidit a exigir la renúncia de Carol. El canvi de la situació internacional en el continent —la derrota militar francesa, l'expulsió del Regne Unit i l'hostilitat soviètica— convencé Antonescu de la victòria final alemanya i de la necessitat de pactar amb Hitler per assegurar el futur de Romania; el dirigent alemany va preferir Antonescu a la Guàrdia com a garantia de l'estabilitat romanesa, necessària per a l'estratègia bèl·lica de Berlín. El país esdevingué una dictadura militar el 5 de setembre amb el beneplàcit final de Carol; el rei cedí a la pressió, abdicà el dia 6 i l'endemà abandonà el país.
La garantia alemanya havia d'assegurar les noves fronteres, però l'acceptació de l'arbitratge es traduí també en la subordinació de la política exterior i l'economia romaneses a les necessitats bèl·liques d'Alemanya. El país havia perdut al voltant d'un terç del territori (99.790 km²) i una part notable de la població (6.161.317 habitants).
Per la seua part, Alemanya s'assegurava el subministrament de petroli de Ploiești, objectiu principal de l'acord, i hi enviava poc després una missió militar per protegir i controlar les zones petrolíferes (8 d'octubre). Hitler s'assegurava el flanc sud per al seu pròxim atac a la URSS, el control del Danubi i l'accés a les matèries primeres dels Balcans, i així resultà el clar beneficiari de la crisi.
L'acord, tanmateix, no va satisfer cap de les dues parts i la rivalitat per la possessió de Transsilvània es va mantenir durant el transcurs de la guerra. El mateix Antonescu, en la seua visita a Hitler per a ingressar en l'Eix a finals de novembre de 1941, li exposà la seua intenció de tractar de revisar l'arbitratge. Els dos països intentaren en va guanyar el suport de Berlín per a modificar el tractat al seu favor. Hitler va utilitzar la competició dels dos estats per a obtenir-ne concessions. Les negociacions bilaterals del 1943 per posar fi al problema territorial van fracassar.
L'arbitratge no produí l'eliminació del problema de les minories nacionals, que va perviure en els dos estats; aquests els van imposar mesures de discriminació cultural i econòmica. L'entusiasme inicial de la població hongaresa de Transsilvània deixà pas aviat a la desil·lusió per les mesures de la nova administració, poc respectuosa amb els costums locals i discriminatòria amb la població romanesa i jueva. En la part que romangué en mans romaneses, l'administració també aplicà mesures opressives contra la població magiar. Molts refugiats travessaren la nova frontera, la qual cosa desbaratà durant un temps l'economia de la regió.
L'armistici romanès del 12 de setembre de 1944 abrogà l'arbitratge i tornà temporalment la possessió del nord de Transsilvània a Romania, encara que la decisió final sobre el territori s'ajornà fins a la signatura del tractat de pau.